# Stazione di Haren (Paesi Bassi)
Haren, è una stazione ferroviaria passante di superficie sulla linea ferroviaria Meppel-Groninga nella città di Haren, Paesi Bassi.